# Axiopsis
Genre
Synonymes
- Axiopsis (Axiopsis) Borradaile, 1903[2]

Axiopsis est un genre de crustacés décapodes de la famille des Axiidae.

## Liste des genres
Selon World Register of Marine Species (24 décembre 2017) :
- Axiopsis baronai Squires, 1977
- Axiopsis brasiliensis Coelho & Ramos-Porto, 1991
- Axiopsis bythos Kensley, 1996
- Axiopsis consobrina de Man, 1905
- Axiopsis irregularis Edmondson, 1930
- Axiopsis pica Kensley, 2003
- Axiopsis serratifrons (A. Milne-Edwards, 1873)
- Axiopsis tsushimaensis Sakai, 1992